# Leonel Vangioni
Leonel Jesús Vangioni (Villa Constitución, 5 de maio de 1987), é um futebolista argentino que joga como lateral-esquerdo. Atualmente joga pelo Quilmes.

## Carreira

### Newell's Old Boys
Vangioni se profissionalizou no Newell's Old Boys, em 2006, e permaneceu no clube até 2012.

### River Plate
Vangioni integrou o River Plate na campanha vitoriosa da Libertadores da América de 2015.

## Títulos

### River Plate
- Campeonato Argentino: 2014 (Torneio Final)
- Copa Sul-Americana: 2014
- Recopa Sul-Americana: 2015
- Copa Libertadores da América: 2015
- Copa Suruga Bank: 2015